# Деливрон, Андрей Андреевич
Деливрон Андрей Андреевич (1880—1920) — один из организаторов советской военно-морской разведки. Автор русско-японского словаря.

## Биография
Родился 4 октября 1880 г. 1880 г. Отец — морской офицер Андрей Карлович Де-Ливрон.
В 1900 г. закончил Морской кадетский корпус, 6 мая 1900 г. присвоено звание мичмана, определен на миноносце «Бесшумный».
С 1901 г. — на крейсере 1 ранга «Адмирал Корнилов».
С 1901 по 1902 гг. служит на эскадренном броненосце «Петропавловск».
С 1902 г. на эскадренном миноносце «Бесшумный».
С 1903 г. — на крейсере 2 ранга «Боярин» и крейсере «Варяг».
Награждён Бронзовой медалью в память военных событий в Китае в 1900—1901 гг. (1902).
С 20 апреля 1903 г. — находился в береговом лазарете Нагасаки.
Окончил юридический факультет Токийского университета.
В 1905 г. уволен от службы и отдан под суд за отказ применить силу против Кронштадтского выступления.
Писатель Б. Л. Тагеев утверждал, что «японским шпионом стал и лейтенант Деливрон, который до войны закончил Токийский университет. В 1906 г. он жил в Японии, ходил в японской национальной одежде и следил за русскими».
Автор русско-японского словаря (1904).
Некоторое время жил в США, преподавал языки в Японии.
В 1914 г. — преподаватель английской школы в Харбине.
11 мая 1914 г. в Харбине, в Иверской окружной церкви пограничной стражи Заамурского округа состоялось бракосочетание мичмана в отставке Андрея Андреевича Деливрон с Антониной Александровной Деливрон.
В 1915 г. возвратился в Россию, был восстановлен на службе и занимался контрразведывательной деятельностью во Владивостоке; числился под псевдонимом «Моряк».
В 1916 г. поступил на Мурманскую железную дорогу переводчиком.
С 1917 г. служил в военном комиссариате Олонецкой губернии, помощник начальника отдела снабжения при военном комиссариате Олонецкой губернии, председатель союза советских журналистов в Петрозаводске, сотрудничал с газетой «Мурманский Путь». После непродолжительного ареста в 1918 г. уволен из военкомата. В августе 1918 г. — преподаватель иностранных языков школ 3-й степени г. Петрозаводска.
Служил в Московской Чрезвычайной Комиссии. Член РКП(б) с 1918 г.
С февраля 1919 г. — помощник начальника, а с апреля 1919 г. — начальник морского агентурного отделения Регистрационного Управления.
С марта 1919 г. по январь 1920 г. — начальник 2-го (морского агентурного) отдела Регистрационного управления Полевого штаба Революционного Военного Совета Республики.
9 июня 1920 г. арестован на своей квартире и заключен в Бутырскую тюрьму.
16 июня 1920 г. расстрелян.

## Труды, переводы
- Япония. Военные уставы и наставления. Инструкция для действия японской полевой и горной артиллерии в бою [Текст] / перевод с японского языка под редакцией Генерального штаба подполковника Адабаша. — С.-Петербург : издание Военно-статистического отдела Главного штаба : Военная тип., 1904. — 23 с.; 15 см.
- Проект наставления для обучения постройке военного полевого телеграфа в японских войсках. (Издание 1901 года). Де-Ливрон А. А. (перевод). Аргамаков Н. Н. (редактирование). Под редакцией Адабаш М. Перевод А. А. Деливрона. — Спб, 1904.
- Наставление для обучения стрельбе в японской пехоте и описание пехотной и кавалерийской винтовок образца 1897 г. (30-го года Мейдзи) Под редакцией Адабаш М. Перевод: Мичман А. А. Деливрон. Издание Военно-Статистического Отдела Главного Штаба, СПБ, 1904.